# Sala Polivalentă (Kolozsvár)
A Sala Polivalentă (újabb nevén BTarena) többfunkciós rendezvénycsarnok Romániában, Kolozsváron, amely a helyi férfi és női kosárlabda-, röplabda- és kézilabdacsapatoknak ad otthont. A csarnok befogadóképessége az átadáskor a rendezvény típusától függően 6930–10 000 fő volt, ezt a 2017-es férfi kosárlabda-Európa-bajnokságra 9300–10 000 fősre bővítették. A Kolozsvár Aréna és a Horia Demian Sportcsarnok közelében, a Sétatér mellett található.

## Története
A többfunkciós csarnok elképzelése 2008-ból származik; a városi tanács ekkor jóváhagyott rendezési tervében két sportlétesítmény építése szerepelt, a Ion Moina Stadioné, illetve a többfunkciós sportcsarnoké. A műszaki paramétereket 2009 júniusában fogadták el.
A csarnok kivitelezésére kiírt pályázatot a CON-A konzorcium nyerte el. A szintén pályázó ACI Cluj-Napoca 2010. december 9-én megtámadta a döntést, azzal az indokkal, hogy a CON-A azért tudta a polgármesteri hivatal által meghirdetett ár feléért vállalni a feladatot, mert az ajánlat tartalma nem volt megfelelő. Az ügyészség 2011. január 17-én elutasította a panaszt.
Az építkezés egy ideig a feszes ütemezés szerint haladt. 2011. november 15-én a polgármesteri hivatal közleménye 45,1%-os megvalósulási arányról számolt be, és arról, hogy a 2012. májusi befejezés tartható.
2012-ben, miután az építkezés fele elkészült, az ACI fellebbezett, és a megyei bíróság elrendelte a munkálatok leállítását. Végül 2013. december 31-én a polgármesteri hivatal aláírta a szerződést a munkálatokra a nyertes pályázóval.
A csarnok hivatalos megnyitására 2014. október 27-én került sor Emil Boc polgármester, Ioan Gheorghe Vușcan prefektus, Vákár István, a Kolozs megyei tanács elnökhelyettese és több parlamenti képviselő jelenlétében. Az avatáson a szalagot öt sportoló vágta el: Simona Richter olimpiai bronzérmes cselgáncsozó, Ciprian Porumb, Románia teniszcsapatának kapitánya a Davis-kupában, Mircea Barna volt válogatott kosárlabdázó, Ráduly-Zörgő Éva többszörös országos bajnok atléta és Remus Câmpeanu, az FC Universitatea Cluj labdarúgócsapat egykori kapitánya. A nagyközönség számára 2014. október 31-én nyitották meg a csarnokot James Blunt koncertje alkalmából. A rendezvényen több mint hatezer néző vett részt.
A sportcsarnokban rendezett első sportesemény az U Alexandrion Cluj  és ASC Corona 2010 Brașov közötti női kézilabda-mérkőzés volt 2014. november 9-én, amelyre több mint kétezer néző látogatott el. Az első jelentős sportrendezvény, amelyet az új sportcsarnokban rendeztek, a női kézilabda Kárpátok-kupa 47. kiadása volt.

## Leírása
A Sala Polivalentă háromemeletes épület, amelyhez 445 férőhelyes föld alatti parkoló tartozik. Az épület három részből áll:
- VIP- és műszaki övezet (földszint, első és második emelet)
- A közönségnek fenntartott rész (első, második és harmadik emelet). A harmadik emeleten egy kilátó is található.
- A sportolóknak fenntartott rész (földszint): öltözők, az edzők irodái, tárgyalótermek, orvosi szoba, doppingtesztek helyisége, edzőterem, raktárak. Szintén a földszinten található egy, a nagyközönség számára is nyitva álló vendéglő, illetve bérelhető kereskedelmi helyiségek is.

A csarnok rendelkezik egy esővízgyűjtő- és hasznosító berendezéssel; a víz melegítését napelemek segítségével oldják meg. Vészhelyzet esetén a szükséges elektromos energia fotovillamos rendszerrel biztosítható.
A csarnok befogadóképessége a 2017-es bővítés után 9300 fő, és alkalmas kosárlabda-, kézilabda-, röplabda-, futsalmérkőzések, illetve torna-, vívó-, ökölvívó-, karate-, cselgáncs-, aikidó-, íjász-, tollaslabda-, tenisz- és asztalitenisz-versenyek rendezésére.

## Fordítás
Ez a szócikk részben vagy egészben  a   Sala Polivalentă din Cluj-Napoca című román Wikipédia-szócikk ezen változatának fordításán alapul.  Az eredeti cikk szerkesztőit annak laptörténete sorolja fel. Ez a jelzés csupán a megfogalmazás eredetét és a szerzői jogokat jelzi, nem szolgál a cikkben szereplő információk forrásmegjelöléseként.